# Хемијски факултет Универзитета у Варшави
Хемијски факултет Универзитета у Варшави, (оригинални назив на пољском језику: Wydział Chemii Uniwersytetu Warszawskiego) је један од 25 факултета Универзитета у Варшави, који нуди редовно и постдипломско (ванредно) образовање. 

## Образовна понуда
У школској 2022/2023. години, факултет је нудио следеће могућности будућим студентима:
- Хемија – основне и магистарске студије
- Хемија (на енглеском) – магистарске студије
- Примењена хемија – мастер студије
- Медицинска хемија – инжењерске и магистарске студије
- Нуклеарна хемија и радиофармацеутика – основне студије
- Нуклеарна енергија и хемија (заједно са Физичким факултетом) – основне и магистарске студије
- Хемијска инструментална анализа – инжењерске студије
- Радиогеномика – магистарске студије

Заједнички образовни смерови:
- Хемија на МИСМаП колеџу
- Наноструктурно инжењерство
- Међуфакултетске студије заштите животне средине
- Одрживи развој
- Криминалистика и Форензика

Постдипломске студије:
- Академија клиничких испитивања – методологија, организација и праћење
- Постдипломске студије Хемијска метрологија
- Постдипломске студије Примена хемије у заштити животне средине. Курс хроматографиј

Факултет нуди и докторске студије.